# 沙生柽柳
沙生柽柳（学名：Tamarix taklamakanensis）为柽柳科柽柳属下的一个种。